# Eupelmus chalcoprepes
Eupelmus chalcoprepes är en stekelart som beskrevs av Perkins 1910. Eupelmus chalcoprepes ingår i släktet Eupelmus och familjen hoppglanssteklar. Inga underarter finns listade i Catalogue of Life.